# 7 (број)
7 (седам) је број, нумерал и име глифа који представља тај број. То је природни број који следи после броја 6, а претходи броју 8.
СИ префикс за 10007 зета (Z), а за 1000-7 зепто (z).

### Хемија
- Атомски број хемијског елемента азота је 7.